# Lepiota helveola

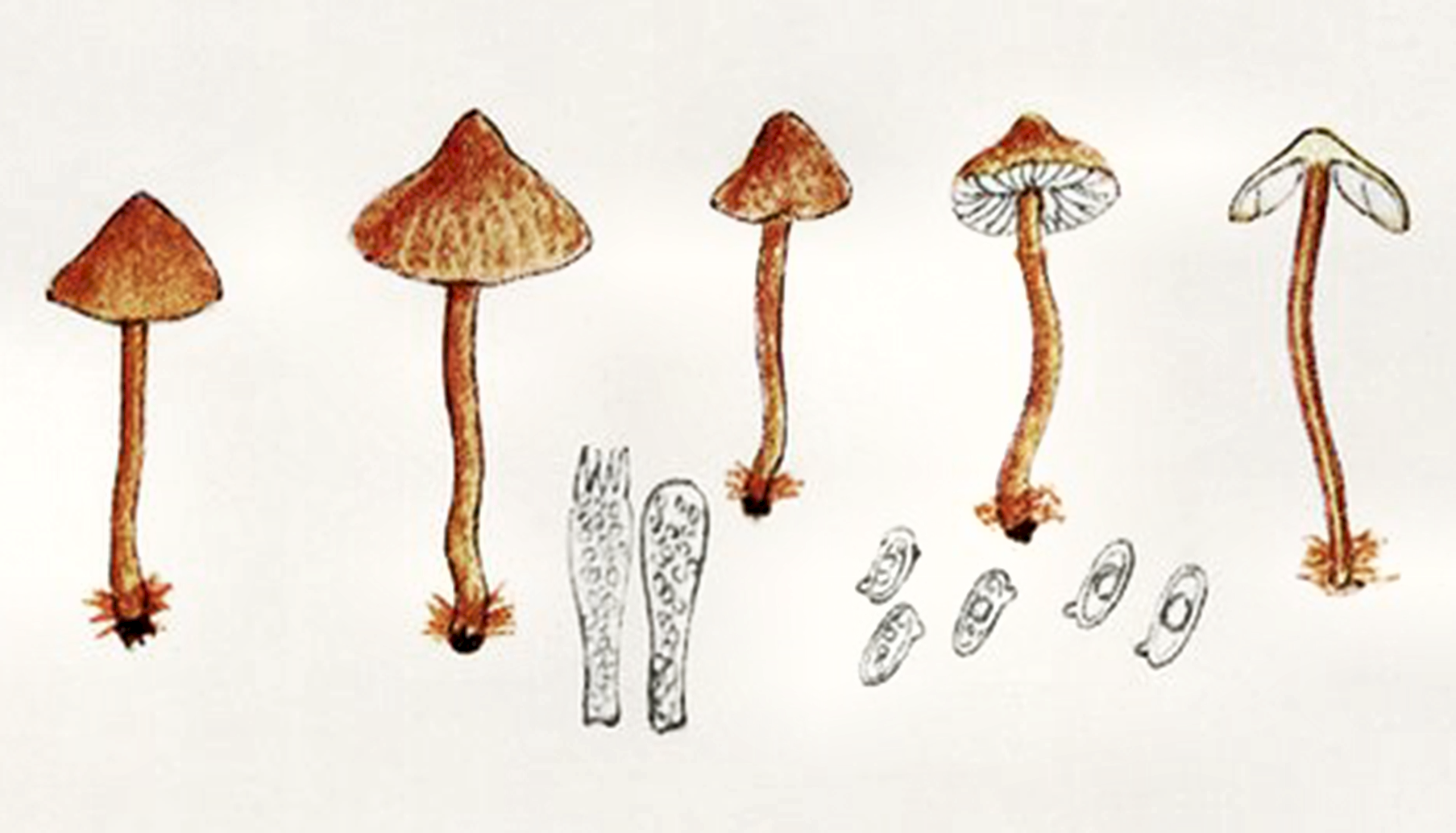
Lepiota helveola

Lepiota helveola es una especie de hongo del orden Agaricales, clase Basidiomycotina, subclase Agaricomycetes, Pertenece al grupo de pequeñas lepiotas blancas, muy tóxicas.

## Identificación
Son de talla pequeña. Estructura heterogénea. El sombrero, que es fácilmente separable del pie, es semiesférico, aplanado y algo irregular, con el margen rugoso y mamelón en la zona central. La cutícula es escamosa, pálida, con cierto tono marrón cobrizo en las escamas. Himenóforo laminado, con láminas blancas y numerosas. Pie largo y fibroso, hueco en su interior, de color blanco semejante a las láminas, con un anillo fibroso que lo rodea. La carne es blanca, volviéndose rojiza tras el corte.

## Localización
Se da en otoño principalmente, en márgenes de bosques y senderos. Pastizales, praderas, campos de gramíneas. Es una especie poco abundante, pero con presencia en toda la península ibérica.

## Confusiones
Se parece a la comestible Macrolepiota procera (Cucurril), pero ésta tiene una talla muy superior. Lepiota helveola es de menor tamaño. Como norma general, no se deben recolectar lepiotas de menos de 10 cm de diámetro el sombrero.

Amanita phalloides amatoxinas.

## Toxicidad
Síndrome parafaloidano (similar al Síndrome faloidano), causado por la ingesta de las amatoxinas del hongo. Los primeros efectos se notan entre las 6 y 15 horas tras la ingesta. En una primera fase los síntomas consisten en náuseas, diarrea, vómitos y deshidratación, para, a continuación, producirse una afección hepática con ictericia, dolor de hígado, insuficiencia renal, trastornos de conciencia e incluso coma.

### Bioquímica
Las amatoxinas son un grupo de toxinas hepatotóxica, de efectos mortales incluso a dosis mínimas. Principalmente la α-amanitina y la ß-amanitina, actúan bloqueando el complejo ARN-polimerasa II, por lo que bloquean la transcripción del ADN (paso de ADN a ARNm) y secundariamente se bloquea la síntesis de proteínas esenciales, lo que resulta fatal para la célula hepática, que acaba sufriendo necrosis. El hígado es el principal órgano afectado, ya que es el primer órgano con el que entra en contacto la toxina después de su absorción por el tracto intestinal.

### Tratamiento
El síndrome faloidano es una urgencia médica, que requiere hospitalización inmediata. El tratamiento inmediato tras la ingesta de la seta consiste en lavado gástrico con carbón activado. Las medidas de soporte están dirigidas a tratar la deshidratación.
El tratamiento basado en dosis altas de suero de penicilina G por vía intravenosa ha demostrado ser beneficioso, aunque no se conoce el mecanismo exacto de actuación.
Otro tratamiento que se encuentra actualmente en investigación, es el uso del componente principal de la silimarina, extracto obtenido de la planta Silybum marianum (conocido como “cardo mariano”) por sus propiedades hepatoprotectoras. In vitro demostró bloquear el ingreso de amatoxina a los hepatocitos.